# Fägre
Fägre (eller Fägred) är en ort i Töreboda kommun i Västra Götalands län. Fägre var tidigare klassad som en småort, men miste den statusen 2010 när folkmängden hade sjunkit under 50 personer.
Fägre är kyrkby i Fägre socken i Västergötland. Här ligger Fägre kyrka.
Fägre har en folkraceklubb kallad Fägre MK.